# 아라오시
아라오시(일본어: 荒尾市)는 일본 구마모토현 북서부에 있는 시이다.
서쪽은 아리아케해와 접하고 북쪽은 후쿠오카현 오무타시와 경계를 접한다. 구마모토현·후쿠오카현 주민들에게는 그린랜드(옛 미쓰이 그린랜드)와 울트라맨 랜드가 있는 곳으로 알려져 있다.

## 역사
에도 시대에 호소카와 다다토시가 부젠국 고쿠라번에서 히고국 구마모토번으로 이봉했을 때 부젠우에노의 도공 7~8명이 쇼다이산 기슭에 가마를 열어 쇼다이 도자기를 창시했다. 쇼다이 도자기는 2003년에 일본의 전통적 공예품으로 지정되었다.
- 1889년 4월 1일 - 정촌제 시행으로 현재의 시역에 다마나군 아라오촌·아리아케촌·히라이촌·야하타촌·후모토촌이 성립하였다.
- 1919년 5월 1일 - 아라오촌이 정으로 승격해 아라오정이 되었다.
- 1942년 4월 1일 - 아라오정·아리아케촌·히라이촌·야하타촌·후모토촌이 대등 합병해 아라오시가 성립하였다.

## 지리
규슈 중부, 구마모토현 북서단에 해당하고 구마모토시에서 북서쪽으로 약 40km, 후쿠오카시에서 남쪽으로 약 70km 떨어진 곳에 위치한다. 시 동단의 쇼다이산(해발 501.4m)부터 서쪽으로 완만한 구릉이 기복하면서 아리아케해로 내려간다.
북쪽으로 이웃한 후쿠오카현 오무타시와는 미쓰이 미이케 탄광의 도시로 함께 발전해 온 역사가 있다. 인구 집중 지구가 현 경계를 넘어 연속해 양 도시를 중심으로 한 도시권(오무타 도시권)을 형성하는 등 탄광이 폐광한 현재도 밀접한 관계에 있다.
현 경계에 위치하기 때문에 긴포산 송신소를 통해서 구마모토현의 방송국과 NHK 구마모토 방송국 전파를 수신할 수 있고 오무타 중계국을 통해서 후쿠오카현의 방송국과 NHK 후쿠오카 방송국 전파를 수신하는 것도 가능하다.

## 인접하는 자치체
- 구마모토현
  - 다마나시
  - 다마나군 나가스정·난칸정

- 후쿠오카현
  - 오무타시

## 경제
이전에는 오무타시와 함께 미쓰이 미이케 탄광으로 번창했다. 하지만 1960년대부터 석유로의 에너지 전환과 함께 석탄 수요 저하, 1997년의 최종적인 폐광에 의한 인구 감소 등으로 어려운 재정 상황에 놓여 있다. 농산물은 배(아라오 점보배)의 재배가 활발하다.

## 교통

### 철도
- 규슈 여객철도 가고시마 본선

### 도로
- 국도 208호선
- 국도 389호선
- 국도 501호선(국도 389호선과 중복)